# Calyptraster personatus
Calyptraster personatus är en sjöstjärneart som först beskrevs av Perrier 1885.  Calyptraster personatus ingår i släktet Calyptraster och familjen knubbsjöstjärnor. Inga underarter finns listade i Catalogue of Life.